# سیارک ۱۶۶۸۸۶
سیارک ۱۶۶۸۸۶ (به انگلیسی: 166886 Ybl، نامگذاری:2002YB3) صد و شصت و شش هزار و هشتصد و هشتاد و ششمین سیارک کشف شده‌است که در ۲۵ دسامبر ۲۰۰۲ کشف شد.